# نورث برانفورد (كونيتيكت)
نورث برانفورد (بالإنجليزية: North Branford, Connecticut)‏ هي بلدة أمريكية تقع في الولايات المتحدة في كونيتيكت. يقدر عدد سكانها بـ 14,407 نسمة ومساحتها 69.2 كم2 وترتفع عن سطح البحر 63 متر.